# Hestiasula inermis
Hestiasula inermis es una especie de mantis de la familia Hymenopodidae.

## Distribución geográfica
Se encuentra en la India.